# 2038
Anul 2038 (MMXXXVIII) va fi un an nebisect din calendarul gregorian ce va începe vineri.

## Evenimente anticipate
- 19 ianuarie - Bug-ul anului 2038 - La orele 03:14:07 va intra în overflow o modalitate comună de reprezentare a timpului, utilizată în arhitecturile informatice la 32 de biți și în sistemele de operare derivate de la Unix.
- 31 ianuarie - Asteroidul NEAR 2002 OD20 atinge distanța minimă de Terra.
- 26 decembrie - Eclipsă totală de soare în Australia și Noua Zeelandă.